# والمیکی

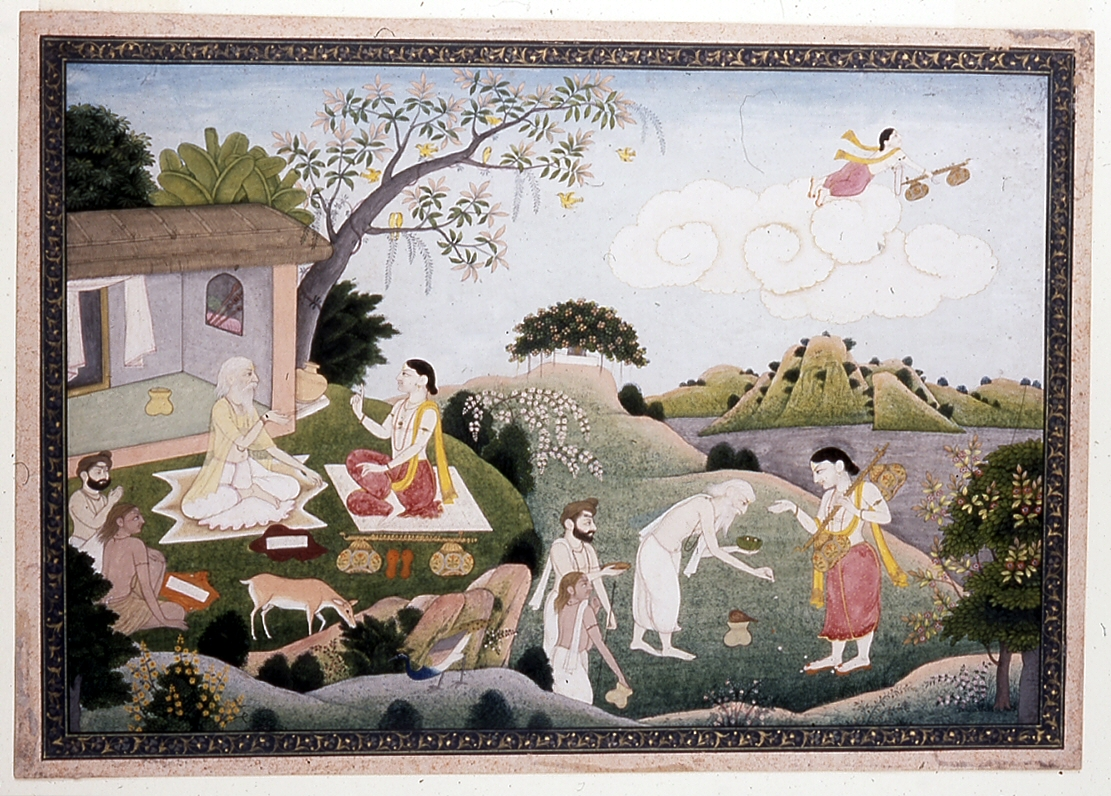
مهرشی والمیکی

مهرشی والمیکی (سانسکریت: वाल्मीकि، آوانگاری: Vālmīki، تلفظ سانسکریت: [ʋɑːlmiːki]; زندگی در پیرامون ۴۰۰ پیش از میلاد در شمال هند) پیشگام چامه‌سرایی در ادبیات سانسکریت بود. او سرایندهٔ اثر حماسی رامایانا بود. او را به سانسکریت آدی کوی (سانسکریت: आदिकवि، آوانگاری: Ādikavi، ت. «نخستین شاعر») می‌خوانند و وی را از برای پدیدآوردن ساختار شعر سانسکریت و نخستین شلوکا می‌ستایند. او را پدر شعر هندی می‌خوانند.
جنبش دینی‌ای موجود است که برپایهٔ رامایانا و جوگ باسشت پایه‌ریزی‌شده و به نام والمیکی والمیکیسم نام‌گرفته‌است.